# Họ Cá bò ba gai
Họ Cá bò ba gai ( tên khoa học : Triacanthidae ), là một họ cá biển của vùng Ấn Độ Dương-Thái Bình Dương. Chúng được xếp vào bộ Tetraodontiformes, cùng với cá nóc và cá mặt trăng. Họ này bao gồm bảy loài trong bốn chi, ngoài một chi đã tuyệt chủng chỉ được biết đến từ các hóa thạch.
Giống như họ hàng của chúng là cá nóc gai và cá bò giấy, tia vây lưng đầu tiên của cá bò ba gai tạo thành các gai. Hơn nữa, chúng có hai gai ở bụng thay cho vây bụng. Chúng có hàm răng sắc nhọn và cứng, dùng để ăn động vật thân mềm và giáp xác có vỏ cứng. Họ cá này có khả năng nhìn thấy tia cực tím độc nhất vô nhị. Khả năng nhìn tia cực tím của chúng tương tự như khả năng của cá vàng .
Không có nhiều thông tin về tập tính sinh sống của các loài cá này. Về bản chất, chúng là loài cá xa bờ, chỉ thỉnh thoảng mới tiến gần đến gần đất liền. Chiều dài của chúng thường dao động từ 15 đến 30 xentimét (5,9 đến 11,8 in).